# 徐穆
徐穆（1468年—1511年）， 字舜和，號南峰，江西吉水縣人，明朝政治人物，榜眼及第。

## 生平
成化二十二年（1486年）丙午科江西鄉試中第二名舉人。弘治六年（1493年）登會試第三十四名，一甲第二名進士（榜眼），授翰林院編修，秩滿遷侍讀，參與編修《历代通鉴纂要》。弘治十二年（1499年）任會試同考官。
正德元年（1506年）為正使，出使朝鮮，頒佈大明曆法。及境，譯告國王迎詔不郊迎，不道跽。穆援古證今，反覆折辯，終能以禮屈之。著有《南峰稿》若干卷。回國后，參與修撰《孝宗实录》，充经筵讲官。因得罪權閹劉瑾，被貶為南京刑部員外郎、兵部員外郎。劉瑾伏誅後，恢復官職，次年病重去世。卒贈禮部尚書。

## 家族
曾祖徐彝倫；祖父徐少安；父徐廷亮，母曾氏。重庆下。兄順載、順美。子永年、有年、喬年。